# Casa a la carretera de Ribes, 122 (les Franqueses del Vallès)
La Casa a la carretera de Ribes, 122 és una obra modernista de les Franqueses del Vallès (Vallès Oriental) inclosa a l'Inventari del Patrimoni Arquitectònic de Catalunya.

## Descripció
Edifici entre mitgeres de planta baixa. La façana és simètrica, té tres eixos verticals, el central sobresurt una mica, és on se situa la porta d'entrada, aquesta està franquejada per dues finestres. Totes les obertures tenen una llinda escalonat. Al damunt una sanefa feta de trossos de ceràmica i que en el coronament de la porta té cintes decoratives també de ceràmica. El capcer és de perfil sinuós i no permet veure la teula a dos vessant. El contorn del capcer és de color més vistos.

## Història
La data de construcció de l'edifici està inscrita a la part superior de la façana: 1923. Els plànols de la casa no són a l'arxiu municipal de les Franqueses del Vallès. Estilísticament,però, es troben solucions decoratives que Respall va difondre per tot el Vallès. No és una obra pròpiament Modernista, però, si que empra elements decoratives provinents d'aquest.